# 13.º distrito congresional de Míchigan
El 13.º distrito congresional es un distrito congresional que elige a un Representante para la Cámara de Representantes de los Estados Unidos por el estado de Míchigan.  Según la Oficina del Censo, en 2010 el distrito tenía una población de 705 974 habitantes. Actualmente el distrito está representado por el Demócrata Rashida Tlaib.

## Geografía
El 13.º distrito congresional se encuentra ubicado en las coordenadas 42°22′49″N 83°18′45″O / 42.38028, -83.31250.

## Demografía
Según la Oficina del Censo de los Estados Unidos, en 2011 había 525 952 personas residiendo en el 13.º distrito congresional. De los 525 952 habitantes, el distrito estaba compuesto por 182 688 (34.7%) blancos; de esos, 174 630 (33.2%) eran blancos no latinos o hispanos. Además 308 284 (58.6%) eran afroamericanos o negros, 2 016 (0.4%) eran nativos de Alaska o amerindios, 6 384 (1.2%) eran asiáticos, 104 (0%) eran nativos de Hawái o isleños del Pacífico, 24 208 (4.6%) eran de otras razas y 10 326 (2%) pertenecían a dos o más razas. Del total de la población 53 919 (10.3%) eran hispanos o latinos de cualquier raza; 42 655 (8.1%) eran de ascendencia mexicana, 4 883 (0.9%) puertorriqueña y 459 (0.1%) cubana. Además del inglés, 1 659 (8%) personas mayor a cinco años de edad hablaban español perfectamente.
El número total de hogares en el distrito era de 192 377, y el 58.6% eran familias en la cual el 29.1 tenían menores de 18 años de edad viviendo con ellos. De todas las familias viviendo en el distrito, solamente el 27.8% eran matrimonios. Del total de hogares en el distrito, el 4.4 eran parejas que no estaban casadas, mientras que el 0.4% eran parejas del mismo sexo. El promedio de personas por hogar era de 2.69. 
En 2011 los ingresos medios por hogar en el distrito congresional eran de US$28 627, y los ingresos medios por familia eran de US$52 270. Los hogares que no formaban una familia tenían unos ingresos de US$80 072. El salario promedio de tiempo completo para los hombres era de US$40 524 frente a los US$31 855 para las mujeres. La renta per cápita para el distrito era de US$17 051. Alrededor del 30.4% de la población estaban por debajo del umbral de pobreza.